# بيتر غرافيسن
بيتر غرافيسن (بالدنماركية: Peter Gravesen)‏ هو لاعب كرة قدم دنماركي في مركز الوسط، ولد في 11 فبراير 1979 في الدنمارك في مملكة الدنمارك. لعب مع نادي فايله ونادي فيلكير ونادي هرفوليه.

## وصلات خارجية
- بيتر غرافيسن على موقع قاعدة بيانات كرة القدم.إي يو (الإنجليزية)
- بيتر غرافيسن على موقع عالم كرة القدم.نت (الإنجليزية)